# Arthur Kinnaird
Arthur Fitzgerald Kinnaird, 11º Lorde Kinnaird (Londres, 16 de fevereiro de 1847 - 30 de janeiro de 1923) foi um banqueiro, futebolista e dirigente de futebol britânico. Presidiu a Federação Inglesa de Futebol de 1890 até falecer. Como jogador, atuou de goleiro a atacante e ainda detém o recorde de participações na final da Copa da Inglaterra (nove), e seus cinco títulos foram um recorde a perdurar até 2010 (quando foi superado pelo sexto título do heptacampeão Ashley Cole). É considerado a primeira superestrela do futebol inglês.

## Carreira como jogador
Embora nascido na Grande Londres, Kinnaird defendeu a seleção da Escócia (terra de seu pai) ao invés da inglesa. Sua família era originária de Perthshire e a única aparição de Kinnaird pela Escócia deu-se na segunda partida da história do futebol entre duas seleções, em 8 de março de 1873, no Oval (uma vitória da Inglaterra por 4-2). Sua convocação ao primeiro jogo, no ano anterior, fora cogitada, mas os selecionadores escoceses decidiram poupar-lhe de uma viagem a Glasgow (local do duelo inaugural) e usar somente jogadores do Queen's Park. Àquela altura, Kinnaird jogava em Londres pelo Wanderers.[carece de fontes?] Ao permanecer na capital, acabou por perder novas convocações, pois sua seleção logo restringiu-se a utilizar somente jogadores que atuassem nas terras escocesas - fator que impediu maior quantidade de partidas de um antigo astro do próprio Queen's Park, Andrew Watson, pioneiro entre os negros do esporte.
O ano de 1873 também marcou o primeiro título de Kinnaird na Copa da Inglaterra, pelo Wanderers. Por este clube, voltou a vencê-la em 1877 e 1878. Em 1879, ele rumou ao Old Etonians, que possuía sina de ter perdido as três finais que já havia disputado no torneio. Já naquele ano de 1879, Kinnaird foi protagonista na primeira conquista da nova equipe, e com ela voltou a ser campeão da competição em 1882 - quando inclusive marcou o gol da final, protagonizando uma comemoração célebre ao virar-se de ponta-cabeça.
Kinnaird era considerado forte e atlético, defendendo um jogo viril, privilegiando a força física, a agressividade e o individualismo, em tempos em que o futebol utilizava sete atacantes à espera de lançamentos dos poucos jogadores alinhados na retaguarda. Seriam justamente os escoceses, popularizando o jogo de passes, quem viriam a tornar ultrapassado esse estilo recorrente dos primórdios da modalidade.

## Fora dos gramados
Kinnaird era banqueiro do Bouverie & Co, empresa familiar que foi um dos bancos que viriam a dar origem ao Barclays, ele próprio um dos futuros maiores patrocinadores da Premier League. Em paralelo à profissão e à prática amadora do futebol, também foi um ativo membro do comitê da Federação Inglesa de Futebol antes de vir a presidi-la por 33 anos; em 1911, quando a Federação optou por recriar o troféu da Copa da Inglaterra, chegou-se inclusive a presentear Kinnaird com o modelo anterior da taça, como gratidão.
Em 2020, Kinnaird tornou-se protagonista de The English Game, série da Netflix na qual foi interpretado por Edward Holcroft. Embora baseie-se em fatos reais, a série também exerce mais de uma licença poética. Na vida real, a primeira final de Copa da Inglaterra onde ele duelou com o co-protagonista Fergus Suter terminou com vitória do Old Etonians, na decisão de 1882 onde Kinnaird marcou o próprio gol solitário da partida contra o Blackburn Rovers (enquanto a famosa comemoração de ponta-cabeça foi exibida na série como se ocorrida em um primeiro encontro entre os dois atletas, ainda em 1879). O primeiro título de um clube operário na Copa, em 1883, deu-se contra o Old Etonians de Kinnaird, mas através de outro clube de Blackburn, o Olympic, onde Suter não jogava - ele venceria com o Rovers as duas edições seguintes, mas ambas diante do Queen's Park. Dentre outras licenças, a série também narra que a partir de 1885, na presidência de Kinnaird na Federação Inglesa, a autorização do profissionalismo teria sido concedida, mas Kinnaird só passou a presidir o órgão cinco anos mais tarde.

## Títulos

### Wanderers
- Copa da Inglaterra: 1872-73, 1876-77 e FA Cup de 1877–78

### Old Etonians
- Copa da Inglaterra: 1878-79, 1881-82